# 정향나무
정향나무(丁香나무, clove)는 도금양과에 속하는 상록 교목이다. 인도네시아 원산으로, 말린 꽃봉오리가 마치 못과 닮았다고 해서 정향이라는 이름이 붙었다.
꽃이 피기 직전에 따서 말린 봉오리를 그대로 또는 가루 형태로 파는데, 달콤하면서도 매콤한 맛이 특징이다. 중국 요리 중에는 오향장육에, 서양에서는 디저트나 음료, 고기 요리나 피클, 소스를 만들 때도 사용된다. 꽃을 딸 때는 일단 봉오리가 벌어지면 향신료로서의 가치가 없으니 주의해야 한다.
정향은 향기가 좋을 뿐 아니라, 향료 가운데 부패방지와 살균력이 굉장히 좋다. 정향은 한국에서도 귀한 약재로써 오래전부터 알약이나 가루약, 달임약 등 다양하게 이용되는데, 《동의보감》에도 그 처방이 나와 있다. 비위가 허하고 배가 차고 아프며 게우거나 설사하고 입맛이 없을 때, 딸꾹질, 소화장애, 무릎과 허리가 시리고 아픈 데, 회충증 등에 쓴다.
정향은 고대부터 대표적인 묘약의 하나였다. 기원전 3세기 후한의 《한관의》(漢官儀)라는 책에는 정향에 관한 기록이 나오는데, 궁중 관리들이 황제를 알현할 때 입냄새를 없애기 위해 이것을 입에 품었으며, 이것을 '계설향'이라고 불렀다.
중세 아라비아에서는 이것을 먹으면 불로장생하고 백발을 막는다고 생각했다. 고대 이집트에는 서기 176년에 도입되었으며, 몇백 년 뒤에는 지중해 전 지역에 알려졌다. 유럽에는 8세기경 도입되었고, 말루쿠 제도를 강점한 포르투갈인들이 먼저 정향 무역을 독점했다. 이 때문에 말루쿠 제도는 '향료섬(the Spice Islands)'라는 별명을 얻었다. 1605년 포르투갈로부터 말루쿠 제도를 접수한 네덜란드인들은 가격을 올리기 위해 이 섬에서만 정향을 생산하도록 막았다.

## 어원
정향을 뜻하는 영어 단어 'clove'는 15세기 영어에서 처음 사용되었다. 이는 중세영어(Middle English)의 'clow of gilofer', 앵글로 프렌치(Anglo-French)의 'clowes de gilofre', 고대프랑스어(Old French) 'clou de girofle'를 거쳤으나, 라틴어로 못(nail)을 뜻하는 'clavus'에서 유래하였다. 관련 영어 단어 'gillyflower'는 원래 정향을 뜻하였으나 구어 고대프랑스어 'girofle'과 라틴어 'caryophyllon'을 거쳤다. 원어는 그리스어로 정향을 뜻하는 'karyophyllon'에서 유래하였는데 이는 말 그대로 '견과류 잎(nut leaf)'을 뜻한다.

## 식물학적 특징
정향나무는 상록수이다. 8~12 m 정도의 길이를 가지고 있고, 잎이 크고 가지 끝 송이들이 무리 지은 진홍색 꽃을 가지고 있다. 꽃망울은 처음엔 창백한 빛이지만 점차 초록빛으로 변하고 수확기에는 밝은 붉은빛을 띤다. 정향은 1.5~2 cm 길이일 때에 수확한다. 넓게 퍼지는 꽃받침(sepal) 4개가 끝에 달려 있고 작은 중심구체 1개를 형성하는 열리지 않는 꽃잎 4개로 구성되어 있는 긴 꽃받침(calyx) 1개로 구성되어 있다.

## 쓰임새
클로브: ‘정향’으로 더 잘 알려져 있으며 말린 꽃봉오리 그대로 또는 가루 형태로 쓰인다. 주로 고기요리에 사용되지만 그 밖에 디저트, 음료, 피클, 소스 등을 만들 때도 사용된다. 정향은 향기가 좋을 뿐 아니라 우리가 쓰는 향료 가운데 부패 방지와 살균력이 가장 뛰어나다.

## 사진

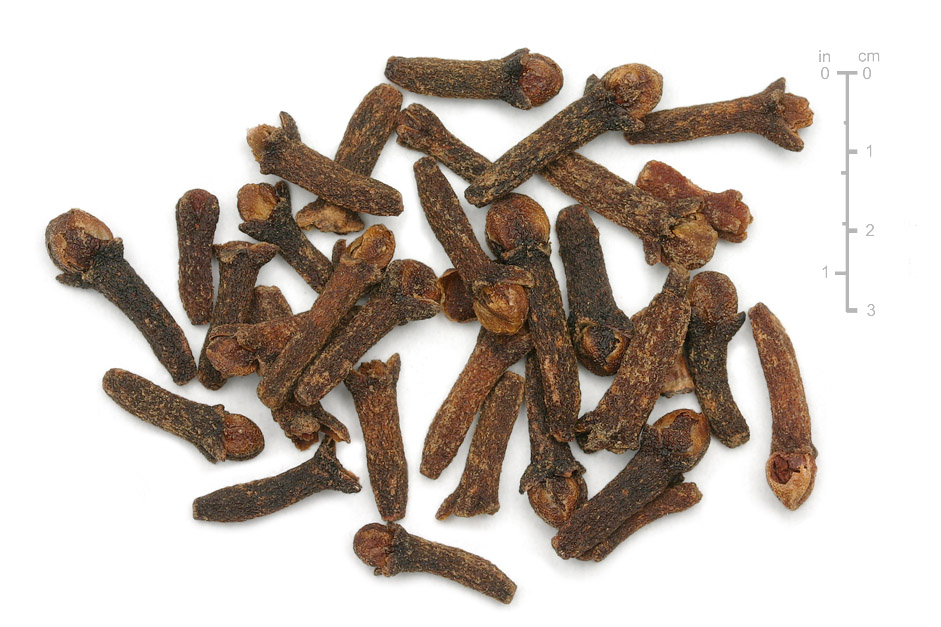
말린 정향.
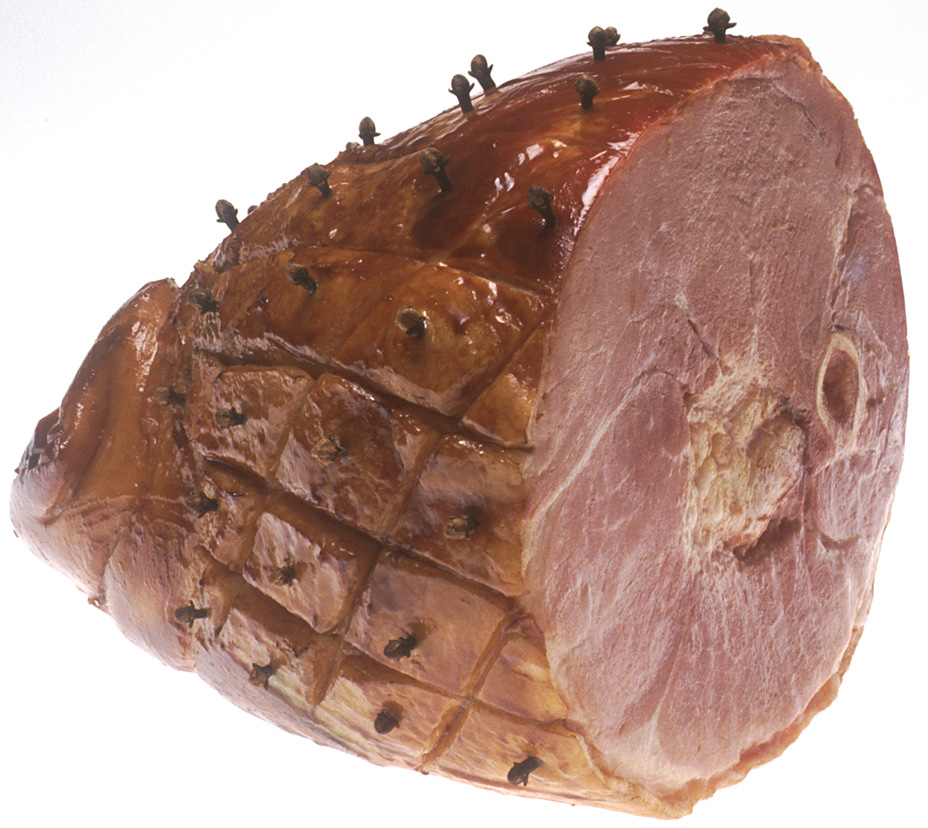
햄에 정향을 꽂아놓은 모습

## 같이 보기
- 갈산